# Pedrinho Dá o Grito
Pedrinho Dá o Grito é um livro infantil escrito por Ana Cecília Carvalho e Robinson Damasceno dos Reis, com ilustrações de Edson Ricardo.
Em 1999 foi publicada uma versão em castelhano intitulada Pedrito Pega el Grito.

## Sinopse
O livro é narrado por Pedrinho, o filho do meio de uma família que se vê perdida em meio aos afazeres domésticos, depois que Maria, a empregada da casa foi embora. Tudo ia um caos até que Pedrinho, vendo todos se esquivam dos problemas, resolve que é preciso dar um basta na situação. Ele então convoca a família para uma reunião, a fim de se organizarem nos afazeres domésticos.
Todos ficam satisfeitos com ao resultado e seguem  como o cronograma de atividades, até que são pegos de surpresa com a chegada do vovô Amaríio, e novamente a família deve se reogarnizar.